# Montà
Montà är en ort och kommun i provinsen Cuneo i regionen Piemonte i Italien. Kommunen hade 4 701 invånare (2018).